# Nechtan Ier
Pour les articles homonymes, voir Nechtan (homonymie).
Nechtan (Ier) Morbet mac Erip  roi des Pictes vers 460-484.

## Contexte
La légende veut que Nechtan Morbet mac Erip exilé en Irlande pendant le règne de son frère (?) Drust mac Erip et celui de 4 ans de Talorg mac Aniel, le successeur de ce dernier ait demandé à Brigitte d'Irlande de prier Dieu pour qu’il regagne un jour le trône. Selon La « Chronique Picte »:
Necton morbet le fils d’Erip régna 24 ans dans la 3e année de son règne Darlugdach l’abbesse de Kildare vint en exil d’Irlande en Bretagne pour l’amour du Christ. Dans la seconde année après son arrivée Necton consacra Abernethy à Dieu et Sainte Brigitte en présence de Darlugdach qui chanta un alléluia pour le don

## Chronologie
Ces indications ne sont pas compatibles avec la date de la mort de sainte Brigitte de Kildare en 524 selon les Annales de Tigernach Par contre la donation territoriale est ensuite décrite avec une telle précision qui laisse à penser que la Chronique a été écrite à l’origine à Abernethy. Certain estiment que cette fondation date en fait du règne d’un roi homonyme, soit Nechtan nepos Uerb au début du VIIe siècle voire Nechtan mac Derile au début du VIIIe siècle. D’autres pensent qu’il convient de repousser les dates du règne de Nechtan Morbet en le faisant débuter seulement en 482.
Il semble néanmoins que Nechtan mac Erip régnait sur l’ensemble des « provinces des Pictes » et que sa capitale était située à Dunnichen (Dun Nechtan = la forteresse de Nechtan) près de Forfar. En excluant les diverses traditions légendaires évoquées ci-dessus les dates suivantes ont été proposées pour les règnes de ces premiers rois, de 478 à 482 pour le règne de 4 ans de Talorg mac Aniel et de 482 à 506 pour celui de 24 ans attribué à Nechtan mac Erip.

## Sources
- (en) J.P.M. Calise, Pictish Sourcebook, Documents of Medieval Legend and Dark Age History, Londres, Greenwood Press, 2002, 365 p. (ISBN 0313322953), p. 244 Necton f. Erip (NechtanI/Nechton I)  Pictish king (460-484 (?))
- (en) William Arthur Cummins The Age of the Picts. Sutton Publishing (1998)  (ISBN 0750916087).